# Montaillou
Montaillou település Franciaországban, Ariège megyében. Lakosainak száma 17 fő (2022. január 1.). Montaillou Prades, Sorgeat, Camurac, Comus és Mérial községekkel határos.

## Népesség
A település népességének változása:
| Lakosok száma | 45   | 20   | 14   | 10   | 35   | 18   | 17   | 17   | 17   | 17   |
|               | 1968 | 1982 | 1999 | 2006 | 2011 | 2015 | 2017 | 2018 | 2020 | 2022 |